# Operazione Buster-Jangle
Operation Buster-Jangle è stata una serie di 7 test nucleari (6 atmosferici, ed uno sotterraneo) condotti dagli Stati Uniti nel 1951 nel Nevada Test Site.

## I test
| Nome    | Data              | Location         | Potenza       | Note         |
| ------- | ----------------- | ---------------- | ------------- | ------------ |
| ABLE    | 22 ottobre, 1951  | Nevada Test Site |               |              |
| BAKER   | 28 ottobre, 1951  | Nevada Test Site | 3,5 chilotoni | B-50         |
| CHARLIE | 30 ottobre, 1951  | Nevada Test Site | 14 chilotoni  | B-50 airdrop |
| DOG     | 1º novembre, 1951 | Nevada Test Site | 21 chilotoni  | B-50 airdrop |
| EASY    | 5 novembre, 1951  | Nevada Test Site | 31 chilotoni  | B-45         |
| SUGAR   | 19 novembre, 1951 | Nevada Test Site | 1,2 chilotoni |              |
| UNCLE   | 29 novembre, 1951 | Nevada Test Site | 1,2 chilotoni |              |

## Galleria d'immagini

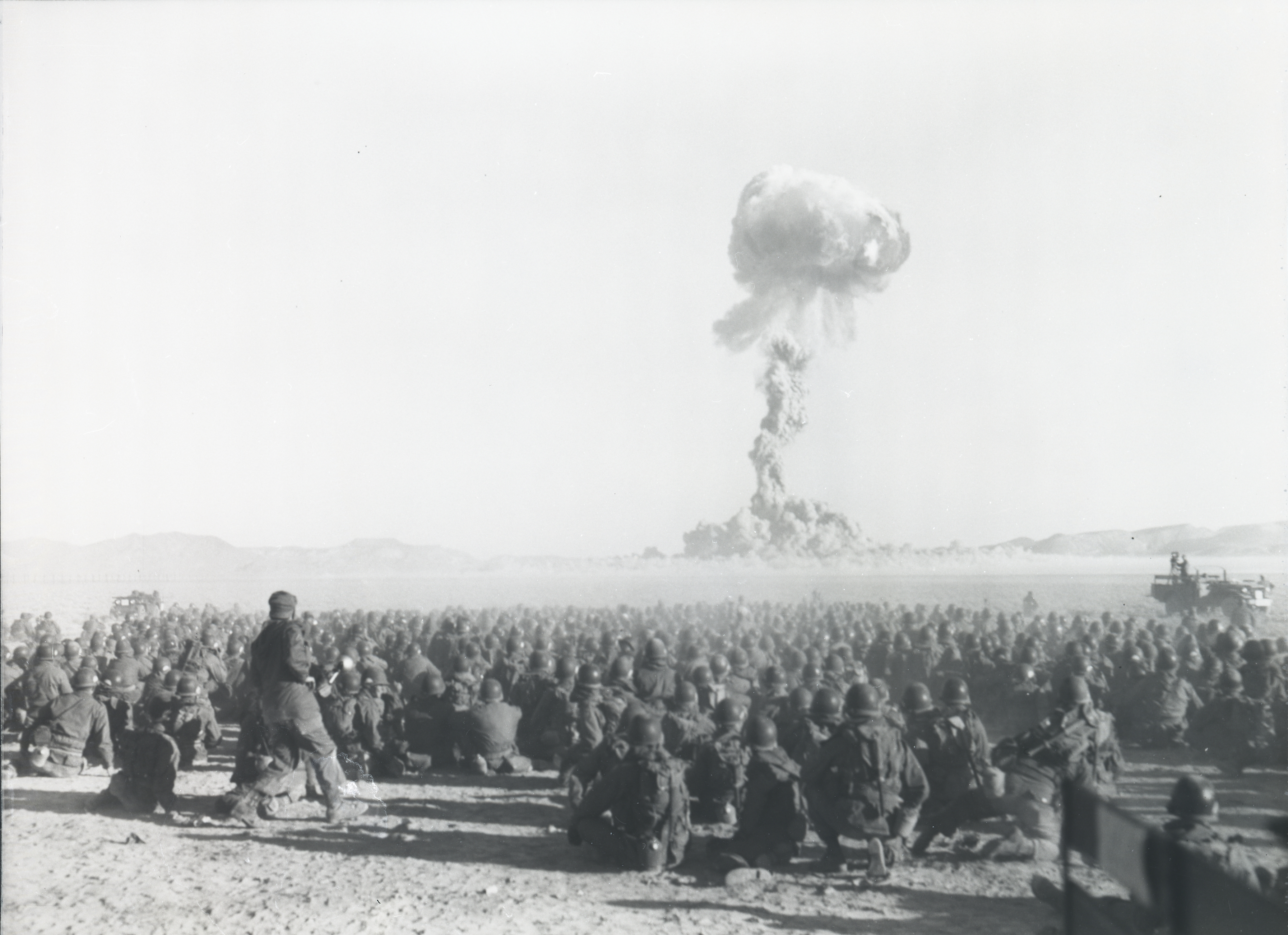
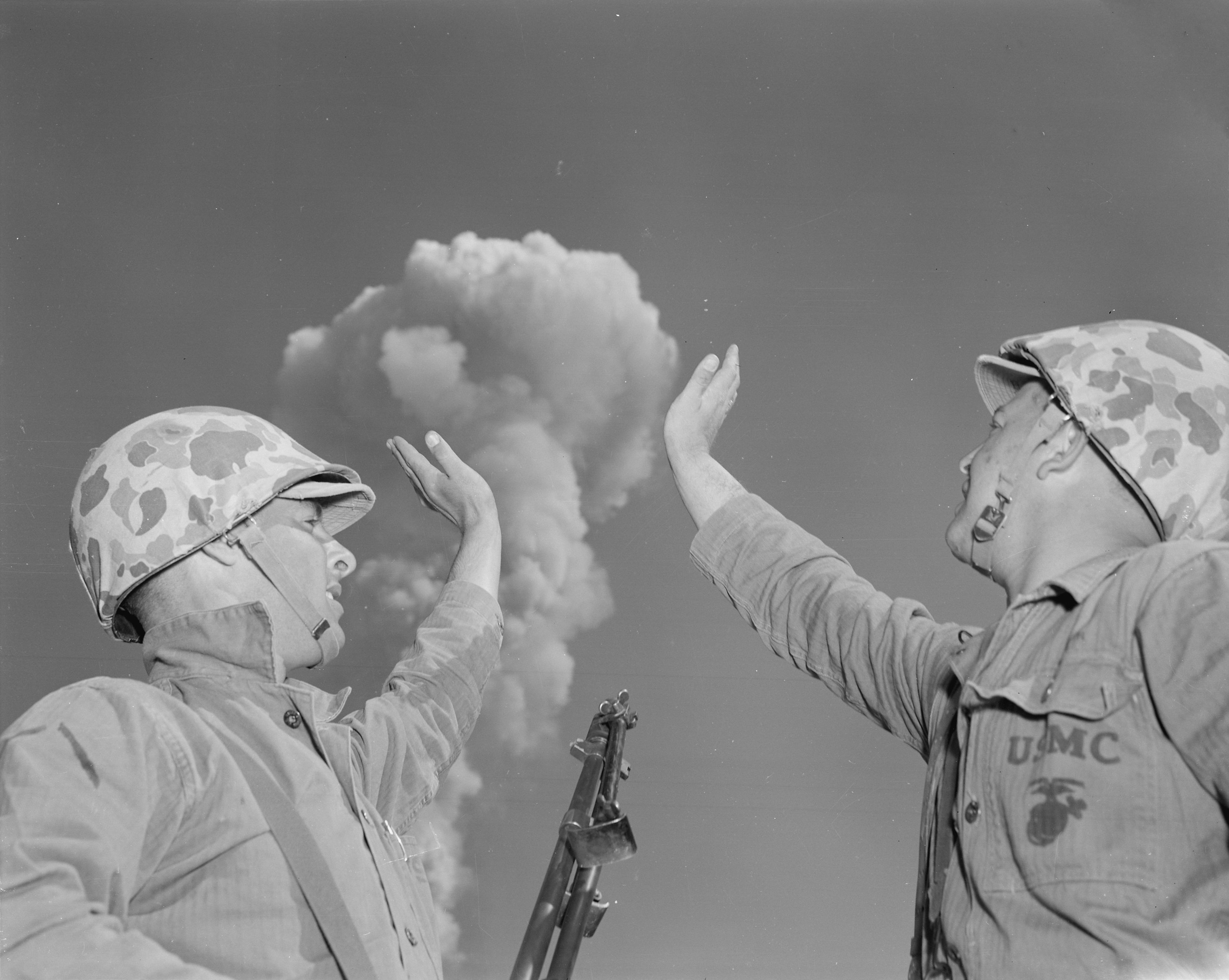
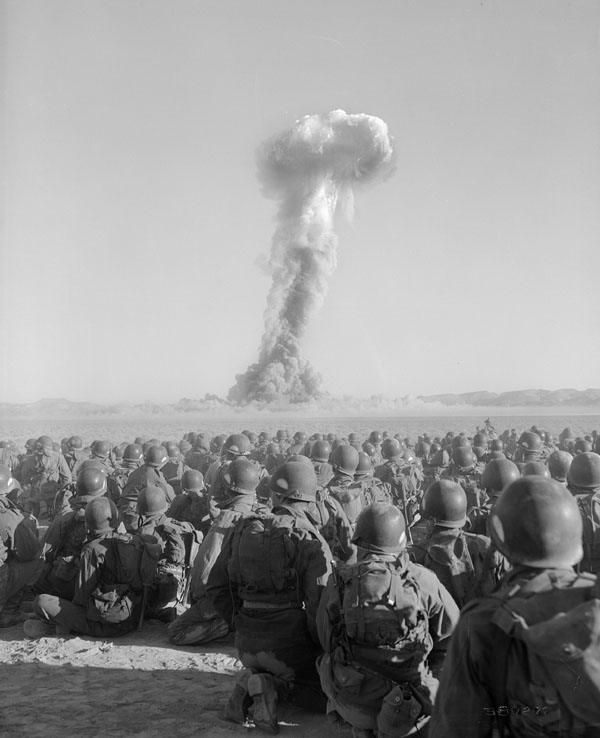
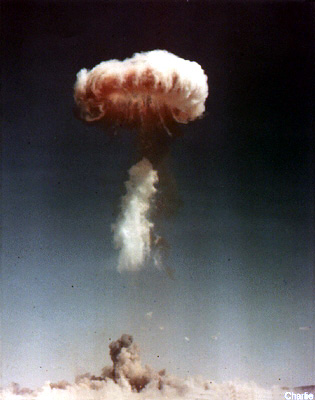
Detonazione di Charlie
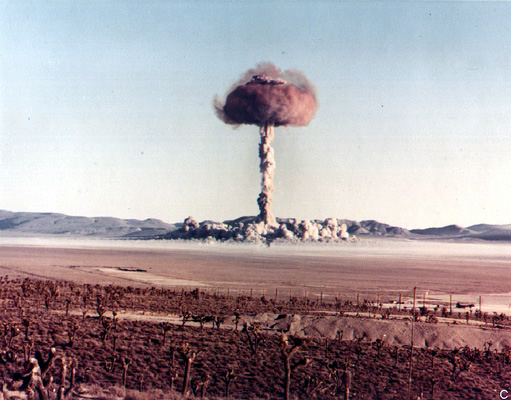
Detonazione di Charlie
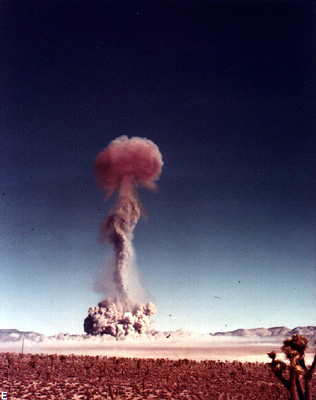
Detonazione di Easy
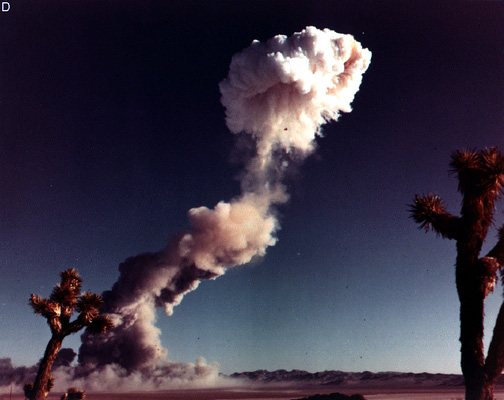
Detonazione di Dog
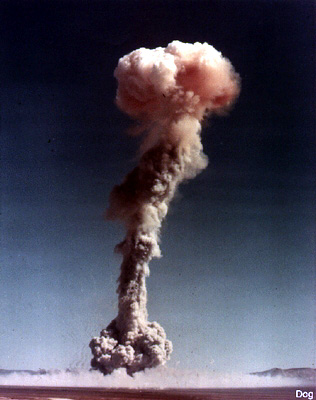
Detonazione di Dog